# 溴化六氨合镍
溴化六氨合镍是一种配合物，化学式为[Ni(NH3)6]Br2。

## 制备
将氯化铵和四溴合镍(II)酸四丁铵溶于浓氨水，搅拌，得到[Ni(NH3)6]Br2：
(Bu4N)2NiBr4 + 6 NH3 → [Ni(NH3)6]Br2 + 2 Bu4NBr

## 化学性质
溴化六氨合镍加热时分解，先生成[Ni(NH3)2]Br2，继续加热进一步分解，得到NiBr2。